# RockMelt
RockMelt是一款網頁瀏覽器，以Chromium原始碼為基礎，由提姆·豪斯（Tim Howes，LDAP的發明者之一）及艾瑞克·維夏（Eric Vishria）成立的同名公司所開發，並獲得曾開發Netscape瀏覽器，目前為Facebook董事的馬克·安德森（Marc Andreessen）資金贊助。
RockMelt號稱將是首款整合Facebook、Twitter等社交網站功能的社交瀏覽器。

## 歷史
- 2010年11月7日，展開封閉測試，僅有受邀使用者可以參與測試，但可逕行申請 [3]。
- 2011年4月19日，推出iPhone版 [4]。
- 2012年10月11日，推出iPad版[5]。
- 2013年6月19日，推出Android版[6]。
- 2013年6月27日，推出Windows版[7]。
- 2013年8月2日，被雅虎公司收購[8]。
- 2013年8月31日，宣佈停止開發[9]。